# Inname van Rotterdam (1418)
De verrassende Inname van Rotterdam vond plaats op 20 en 21 juli (Sint Victorsdag) 1418 tijdens de Hoekse en Kabeljauwse twisten. kort daarna hield Jan van Beieren zijn blijde inkomsten in de stad en konden goedwillende burgers bij hem langskomen aan zijn hof.

## Verloop
Rotterdam was lang een van de steden die de twisten bespaard bleven, maar dit laaide grotendeels op in 1418 toen veel burgers partij gingen kiezen. Het kwam door het overlijden van Willem VI van Holland, die zijn Hoeksgezinde dochter Jacoba van Beieren achterliet als opvolgster. Haar oom Jan van Beieren was het niet eens met deze opvolging en nam stelselmatig diverse steden in of wist burgers te overtuigen om Kabeljauwsgezind te worden.
Dit laatste was het geval in Rotterdam. Jan van Beieren had vanuit zijn hoofdkwartier in Dordrecht vaak contact met Kabeljauwsgezinden in Rotterdam, die een enorme aanhang wisten te vergaren. In de ochtend van 9 oktober kwamen de conflicten tot uitbarsting in de haven aan de Maas, de Kabeljauwen wisten de Hoekse partij te verjagen of noordelijk te verdringen. Aan de veste bij de Delftsche poort, de noordpunt van de stad (waar het hedendaagse Doelen-theater staat, aan het Schouwburgplein) waar het schutterscomplex van Sint-Joris gelegen was, daar hield men tot de avond van 10 oktober stand, met circa 40 schutters van het Sint-Jorisgilde onder leiding van Hoek Hendrik van Brederode (kapitein) (een kleinzoon van Reinoud I van Brederode), zij gaven zich uiteindelijk over en Rotterdam werd Kabeljauws.
In de dagen daarvoor had Hendrik van de Leck, een zoon van Jan II van Polanen, een zorgelijke brief gestuurd naar Daniel van Cralingen over de situatie in Rotterdam. Van Cralingen was baljuw van Schieland en Rotterdam, maar was rond deze periode niet in de stad aanwezig, mede door het niet ingrijpen van Van Cralingen zouden de opstandelingen (Kabeljauwen) de macht gegrepen hebben, dit valt wel onder de diverse speculaties van verschillende geschiedschrijvers.

## Nasleep
Direct nadat de Hoeken ontzet waren, gaf Jan van Beieren orders om een verdedigingsnetwerk op te zetten. Hij liet boeren vanuit het platteland komen om het grondgebied buiten de stad te ontginnen en graafwerkzaamheden te verrichten, er kwamen extra soldaten naar de stad toe. Daarbij werd het bolwerk stevig bevoorraad met buskruit en levensmiddelen om een eventuele stormloop van de Hoeksebeweging tegen te gaan.
Op 3 juli 1428 kwam de verzoening van Delft tot stand, daarbij werd de vrede getekend tussen beide bewegingen. Echter laaide het conflict eind 15e eeuw opnieuw op en zou Rotterdam in 1488 opnieuw belegerd worden.